# 1929, Pt. 2
1929, Pt. 2 è un album musicale dei Kongos, pubblicato l'11 ottobre 2019. È la seconda parte della trilogia 1929.

## Descrizione
La band ha pubblicato tutti i brani a distanza di una settimana l'uno dall'altro, tutte le settimane, ad eccezione di In My Chest che è stato pubblicato insieme all'uscita dell'album.
Il brano d'apertura, che è proprio In My Chest, è stato l'ultimo pubblicato, ed è un brano composto da Dylan insieme a Jesse, che ha scritto anche il testo. Dylan ha composto ritornello, bridge e parte delle strofe, mentre Jesse ha composto la restante parte delle strofe e la ritmica.
Fools è stata scritta da Dylan, e presenta una base ritmica influenzata sia da ritmi africani che hip-hop. È stato il sesto brano ad essere pubblicato.
You Are Strange è un brano dall'atmosfera molto cupa, contenente diverse influenze elettroniche, di cui Jesse ha creato strofe e testo, e Dylan il ritornello. È stato il terzo brano pubblicato (oltre ad essere anche la terza traccia). Ha goduto di un forte apprezzamento da parte dei fan.
I Forgot To è un brano di Daniel, sostenuto da una linea di basso eseguita dal pianoforte e poi dal sintetizzatore. È stato il quinto brano pubblicato.
We're Almost Home è stato l'ottavo brano ad essere pubblicato. È stato composto a quattro mani da John e Dylan, sia nelle strofe che nel ritornello. Il testo è stato scritto da John su qualcuno che si rivolge alla persona amata, che in un periodo di forte crisi la invita a non perdere le speranze su di loro, convincendola che stanno tornando ad essere sempre più uniti, fino a tornare "quasi a casa". Così come You Are Strange, il brano ha ricevuto forti apprezzamenti dai fan.
Push è un brano di Jessie, fortemente influenzato dalla musica elettronica anni '80. È stato il settimo brano ad essere pubblicato.
Stuck In Time è stata scritta da Daniel, ed è stato il penultimo brano ad essere pubblicato.
Western Fog è stato il primo brano ad essere pubblicato, scritto e composto da Dylan in tonalità di Re Maggiore e caratterizzato da un ritmo molto veloce e pulsante, su cui poggia un riff di basso e il resto della canzone. Ha goduto di un ottimo successo tra i fan della band.
Nothing Of My Own è un brano di Dylan, quarto pubblicato dalla band, fortemente influenzato da ritmi e melodie tipici africani, mischiato ai suoni di sintetizzatore, basso elettrico e chitarra.
Tomorrow è stata scritta e composta da John, ed è un brano caratterizzato da un andamento lento e diversi suoni di tastiera e sintetizzatori, ai quali si aggiunge una base di batteria elettronica nelle strofe e nel bridge. È stato il secondo brano pubblicato.

## Tracce
1. In My Chest (testo: Jesse Kongos – musica: Dylan Kongos, Jesse Kongos) – Voce: Jesse
2. Fools (Dylan Kongos) – Voce: Dylan
3. You Are Strange (testo: Jesse Kongos – musica: Jesse Kongos, Dylan Kongos) – Voce: Jesse
4. I Forgot To (Daniel Kongos) – Voce: Daniel
5. We're Almost Home (testo: John Kongos – musica: John Kongos, Dylan Kongos) – Voce: Dylan
6. Push (Jesse Kongos) – Voce: Jesse
7. Stuck In Time (Daniel Kongos) – Voce: Daniel
8. Western Fog (Dylan Kongos) – Voce: Dylan
9. Nothing Of My Own (Dylan Kongos) – Voce: Dylan
10. Tomorrow (John Kongos) – Voce: John e Dylan

## Formazione
- Dylan Kongos - voce, basso, basso synth, chitarra (8), pedal steel guitar, sintetizzatori (2), programmazione, cori
- John Kongos - tastiere, fisarmonica, sintetizzatori, programmazione, vocoder, voce, cori
- Jesse Kongos - batteria, percussioni, programmazione, voce, cori
- Daniel Kongos - chitarra ritmica, voce, cori